# Aichryson parlatorei
Aichryson parlatorei är en fetbladsväxtart som beskrevs av C. Bolle. Aichryson parlatorei ingår i släktet Aichryson och familjen fetbladsväxter. Inga underarter finns listade i Catalogue of Life.